# Paul Kariuki Njiru
Paul Kariuki Njiru (ur. 11 marca 1963 w Kathunguri) – kenijski duchowny katolicki, w latach 2009-2023 biskup Embu, biskup Wote od 2023. 

## Życiorys

### Prezbiterat
Święcenia kapłańskie przyjął 1 marca 1993 i został inkardynowany do diecezji Embu. Przez kilka lat pracował jako wikariusz w Kairuri, łącząc pracę w parafii z funkcją sekretarza kurialnej komisji ds. edukacji. W latach 1996–2002 studiował w Rzymie, zaś po powrocie do kraju ponownie został sekretarzem komisji edukacyjnej. W 2003 objął funkcję wykładowcy seminarium w Nyeri.

### Episkopat
9 maja 2009 papież Benedykt XVI mianował go biskupem ordynariuszem diecezji Embu. Sakry biskupiej udzielił mu 25 lipca 2009 metropolita Nairobi - kardynał John Njue.
22 lipca 2023 papież Franciszek przeniósł go na urząd biskupa nowo erygowanej diecezji Wote.